# Viés moral
Viés moral é um termo usado em psicologia social e marketing para descrever o fenômeno subconsciente pelo qual o aumento da confiança e segurança na autoimagem ou autoconceito de alguém tende a fazer esse indivíduo preocupar-se menos com as consequências do comportamento imoral subsequente e, portanto, com maior probabilidade de fazer escolhas imorais e agir de forma imoral. Em termos simples, o auto-licenciamento ocorre quando as pessoas se permitem ceder depois de fazer algo positivo primeiro; por exemplo, beber um refrigerante diet com um hambúrguer gorduroso e batatas fritas pode levar alguém a subconscientemente desconsiderar os atributos negativos do alto teor calórico e de colesterol da refeição.
Os indivíduos que tiveram a oportunidade de recrutar uma mulher ou um afro-americano em um ambiente eram mais propensos a dizer mais tarde, em um ambiente diferente, que um trabalho seria mais adequado para um homem ou uma pessoa caucasiana. Efeitos semelhantes também parecem ocorrer quando uma pessoa observa outra pessoa de um grupo que se identifica com a tomada de uma decisão igualitária.

## Exemplos
A pesquisa sugere que o auto-licenciamento afeta a auto-regulação moral e o comportamento individual em uma variedade de contextos; por exemplo, pode influenciar as compras do consumidor, opiniões políticas, doações de caridade, política energética e uso de energia em casa, contratação de emprego, atitudes raciais, tomada de decisão relacionada à saúde, comportamento sexual de risco, consumo de álcool e uso de suplemento alimentar.
Em um grande estudo de amostragem de experiência, Hofmann e colegas encontraram evidências de licenciamento moral no comportamento diário das pessoas fora do laboratório, observando que "cometer um ato moral no início do dia estava associado a uma probabilidade acima da média de um ato imoral subsequente e um diminuição da probabilidade de um ato moral subsequente. " (p1343)

### Uso de suplementos dietéticos e comportamento não saudável
Um estudo de 2011 publicado por pesquisadores em Taiwan indicou que as pessoas que tomam pílulas multivitamínicas, especialmente aquelas que acreditam estar recebendo benefícios significativos para a saúde com o uso de suplementos, estão mais propensas a se envolver posteriormente em atividades prejudiciais à saúde. Os participantes do estudo foram divididos em dois grupos, os quais receberam pílulas de placebo; um grupo foi informado corretamente de que as pílulas não continham ingredientes ativos e o outro grupo foi informado de que as pílulas eram suplementos multivitamínicos. Os resultados da pesquisa mostraram que os participantes que pensavam ter recebido um multivitamínico estavam predispostos a fumar mais cigarros e mais propensos a acreditar que eram invulneráveis a danos, lesões e doenças em comparação com os indivíduos que sabiam que estavam recebendo um placebo. Os participantes que acreditavam ter recebido um multivitamínico também eram menos propensos a se exercitar e escolher alimentos mais saudáveis e tinham um desejo maior de se envolver em "atividades hedônicas que envolvem gratificação instantânea, mas representam riscos à saúde a longo prazo", como sexo casual, banho de sol, festas selvagens e consumo excessivo de álcool. No grupo 'multivitamínico', quanto mais suplementos um participante usa, menos probabilidade ele tem de se exercitar, e o tabagismo foi maior entre os participantes que expressaram uma crença consciente de que multivitaminícos aumentam a saúde.
Os autores do estudo argumentaram que, como os suplementos dietéticos são percebidos como conferindo vantagens à saúde, o uso de tais suplementos pode criar uma sensação ilusória de invulnerabilidade que desinibe comportamentos prejudiciais à saúde. No geral, o estudo mostra que as pessoas que tomam suplementos podem sentir que apenas tomar uma pílula é uma contribuição suficiente para uma vida saudável para desfrutar de outras atividades sem consideração à saúde, e expõe uma hipocrisia potencial entre os usuários de suplementos.

### Decisões de compra do consumidor
Os pesquisadores Khan e Dhar investigaram a influência do auto-licenciamento nas decisões do consumidor em relação à compra de bens de luxo. Eles raciocinaram que "as preferências relativas por uma opção de luxo serão maiores se as decisões anteriores das pessoas derem um impulso ao seu autoconceito relevante". Devido ao efeito de autoclassificação, "uma intenção anterior de ser virtuoso aumenta os autoconceitos dos respondentes, reduzindo, assim, as auto-atribuições negativas associadas à compra de luxos relativos". Além disso, eles previram que os consumidores podem não estar cientes de como sua decisão anterior influencia suas escolhas subsequentes; ou seja, o processo subjacente ao efeito de licenciamento pode ser amplamente inconsciente. No estudo, alguns participantes foram primeiro solicitados a selecionar de uma lista uma organização de caridade para a qual se voluntariariam três horas por semana. Mais tarde, essas pessoas - e os participantes que não foram convidados a se voluntariar - foram questionados se comprariam jeans de grife ou um aspirador de pó com preço idêntico, supondo que tivessem dinheiro suficiente para comprar apenas um. Os participantes que foram solicitados a imaginar que haviam cometido o ato de caridade antes de comprar tiveram duas vezes mais chances de escolher o jeans. Os autores observaram que "As pessoas nem mesmo precisam fazer o bem para que esse efeito aconteça... Mesmo que planejem fazer algo bom, isso lhes dará um impulso em sua autoimagem. Qualquer tipo de situação em que você tenha culpa envolvida, você verá isso, e então isso acontece em bens de luxo. "
Um estudo realizado pela professora de marketing comportamental da Universidade de Toronto, Nina Mazar e Chen-Bo Zhong, descobriu que as pessoas que compravam produtos verdes eram mais propensas a trapacear e roubar do que as que compravam produtos convencionais.

### Uso de energia
O economista de energia Lucas Davis publicou um estudo mostrando que, depois de obter lavadoras de alta eficiência, os consumidores aumentaram a lavagem de roupas em quase 6%. Outros estudos mostraram que as pessoas deixam as luzes com eficiência energética acesas por mais tempo do que as convencionais e que muitas pessoas que tornam suas casas mais eficientes em termos de energia aumentam o aquecimento e, em última instância, não vêem redução nos custos de energia.

### Opiniões políticas e preconceito racial
O efeito do auto-licenciamento foi examinado por Monin e Miller em um estudo de 2001 que demonstrou que quando os participantes estabeleceram credenciais como pessoas não preconceituosas, eles estavam mais dispostos a expressar opiniões politicamente incorretas, apesar do fato de que o público não tinha conhecimento de suas credenciais. Pesquisas subsequentes de Monin e Daniel Effron mostraram que uma oportunidade de endossar Barack Obama durante a eleição presidencial de 2008 tornou seus apoiadores mais propensos a expressar pontos de vista que favoreciam os brancos em detrimento dos afro-americanos. Essencialmente, o endosso fez com que as pessoas se sentissem como se tivessem mostrado que não eram tendenciosas, dando-lhes licença para posteriormente expressar opiniões racialmente preconceituosas.

## Meta-análises e replicações
Três meta-análises foram publicadas sobre auto-licenciamento. Duas dessas metanálises sugerem que o efeito de autoclassificação pode ser moderado pela cultura, e a mais recente dessas metanálises sugere que as estimativas anteriores do efeito podem ser exageradas devido ao viés de publicação consistente com a publicação recente de falhas em replicar a descoberta original.